# Belantsea
Belantsea é um gênero de peixes cartilaginosos petalodontídeos extintos que viveram durante o Carbonífero Inferior. Seu corpo era em forma de folha, com nadadeiras musculosas e uma pequena cauda. Tal forma de corpo permitiria grande manobrabilidade, mas ao custo de um cruzeiro veloz. Seus poucos dentes grandes e triangulares formavam um arranjo em forma de bico que lhe permitia pastar briozoários, esponjas, crinóides e outros animais incrustantes. Belantsea é o membro mais conhecido da ordem Petalodontiformes.